# Mr. Barnes of New York
Pour plus de détails, voir Fiche technique et Distribution.
Mr. Barnes of New York est un film américain réalisé par Victor Schertzinger, sorti en 1922.

## Fiche technique
- Titre : Mr. Barnes of New York
- Réalisation : Victor Schertzinger
- Scénario : Gerald Duffy (en) et J. E. Nash d'après le roman de Archibald Clavering Gunter (en)
- Pays de production : États-Unis
- Format : Noir et blanc - 1,33:1 - Film muet
- Genre : drame
- Durée : 50 minutes
- Date de sortie : 1922

## Distribution
- Tom Moore : Mr Barnes
- Anna Lehr : Marina Paoli
- Naomi Childers (en) : Enid Anstruther
- Louis Willoughby (en) : Gerard Anstruther
- Ramón Novarro : Antonio
- Otto Hoffman : Tomasso
- Sidney Ainsworth : Danella